# A Cook-szigetek a 2011-es úszó-világbajnokságon
A Cook-szigetek a 2011-es úszó-világbajnokságon három úszóval vett részt.

## Hosszútávúszás
Férfi
| Versenyző      | Esemény                            | Döntő     | Döntő    |
| Versenyző      | Esemény                            | Idő       | Helyezés |
| -------------- | ---------------------------------- | --------- | -------- |
| Hayden Vickers | Férfi 5 kilométeres hosszútávúszás | 1:11:02.1 | 50       |

## Úszás
Férfi
| Versenyző    | Esemény                      | Selejtező | Selejtező | Elődöntő          | Elődöntő          | Döntő             | Döntő             |
| Versenyző    | Esemény                      | Idő       | Helyezés  | Idő               | Helyezés          | Idő               | Helyezés          |
| ------------ | ---------------------------- | --------- | --------- | ----------------- | ----------------- | ----------------- | ----------------- |
| Tepaia Payne | Férfi 50 méteres gyorsúszás  | 26,50     | 78        | Nem jutott tovább | Nem jutott tovább | Nem jutott tovább | Nem jutott tovább |
| Tepaia Payne | Férfi 100 méteres gyorsúszás | 58,59     | 86        | Nem jutott tovább | Nem jutott tovább | Nem jutott tovább | Nem jutott tovább |

Női
| Versenyző     | Esemény                    | Selejtező | Selejtező | Elődöntő          | Elődöntő          | Döntő             | Döntő             |
| Versenyző     | Esemény                    | Idő       | Helyezés  | Idő               | Helyezés          | Idő               | Helyezés          |
| ------------- | -------------------------- | --------- | --------- | ----------------- | ----------------- | ----------------- | ----------------- |
| Celeste Brown | Női 50 méteres gyorsúszás  | 29,59     | 58        | Nem jutott tovább | Nem jutott tovább | Nem jutott tovább | Nem jutott tovább |
| Celeste Brown | Női 100 méteres gyorsúszás | 1:05,76   | 65        | Nem jutott tovább | Nem jutott tovább | Nem jutott tovább | Nem jutott tovább |